# 常盤台 (板橋区)
常盤台（ときわだい）は、東京都板橋区の町名。現行行政地名は常盤台一丁目から四丁目。全域で住居表示が実施されている。

## 地理
板橋区の南部ほぼ中央に位置する。南東端で石神井川に接する。東西に長く、東側から一丁目・二丁目・三丁目・四丁目に分かれている。東側から時計回りに富士見町、双葉町、中板橋、南常盤台、東新町、上板橋、中台、前野町に隣接する。町域の北辺を富士見街道、南辺を東武東上線、一丁目の南東部を東京都道318号環状七号線（環七通り）、三丁目を東京都道445号常盤台赤羽線（前野中央通り）が通じている。
常盤台一丁目および二丁目は東武東上線ときわ台駅北側一帯で、東武鉄道が1936年（昭和11年）から1938年（昭和13年）にかけて分譲した住宅地であり、商業施設・金融機関・区立文化施設も立地している。三丁目および四丁目は、旧川越街道上板橋宿郊外の畑地が昭和初期以降住宅地化された地域で、上板橋駅に近い四丁目西部は商業地域となっている。四丁目の板橋区立平和公園には、かつて東京教育大学宿舎が建てられていた。

### 常盤台住宅地
ときわ台駅北口はロータリーから放射状に道路が伸びており、大田区田園調布の町並みと比較されることが多く、『板橋の田園調布』などと呼ばれる。これは常盤台住宅地分譲の際、東武鉄道が当時の内務省都市計画課職員小宮賢一の設計を採用したことに由来する。小宮は海外の住宅地の例などを参考にして、地域を一周する並木道（プロムナード）、袋小路（クルドサック）、道路に沿った緑道（ロードベイ）を配置する設計を行い、日本では先駆的な事例となった。また、分譲時には住宅以外を建てないこと、敷地境は生垣にすることなどの建築協定が設けられた。
なお、この住宅地の敷地はもともと、東武鉄道が東上鉄道との合併後、本線系統（伊勢崎線など）との接続をもくろんで西板線（西新井駅 - 上板橋駅）の敷設計画を立てた際、東上線からの分岐および貨物操車場の建設を予定していた土地であった。1932年（昭和7年）に同線の起業が廃止されたことにより、住宅地開発に転用されたものである。

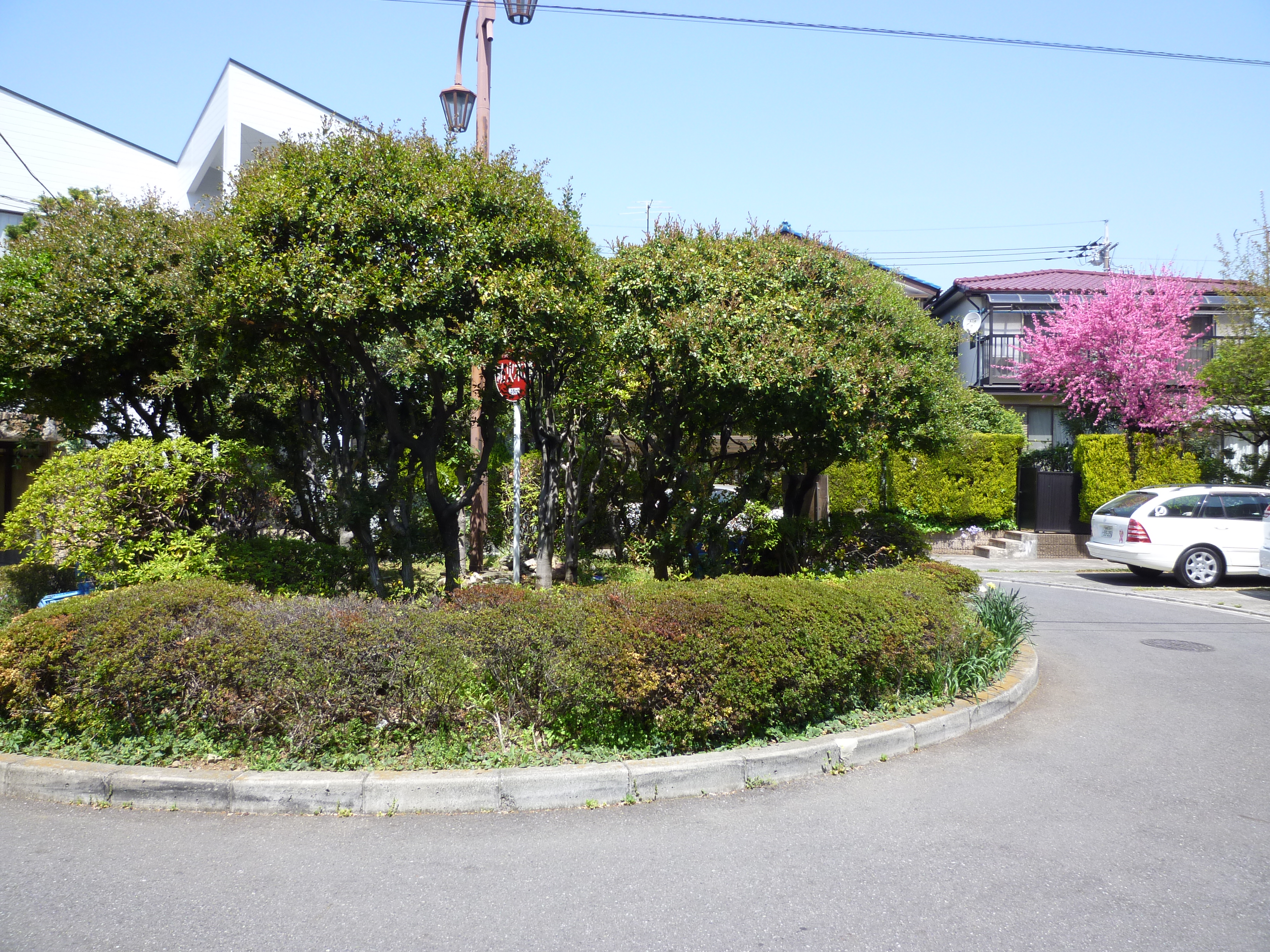
常盤台住宅地のクルドサック
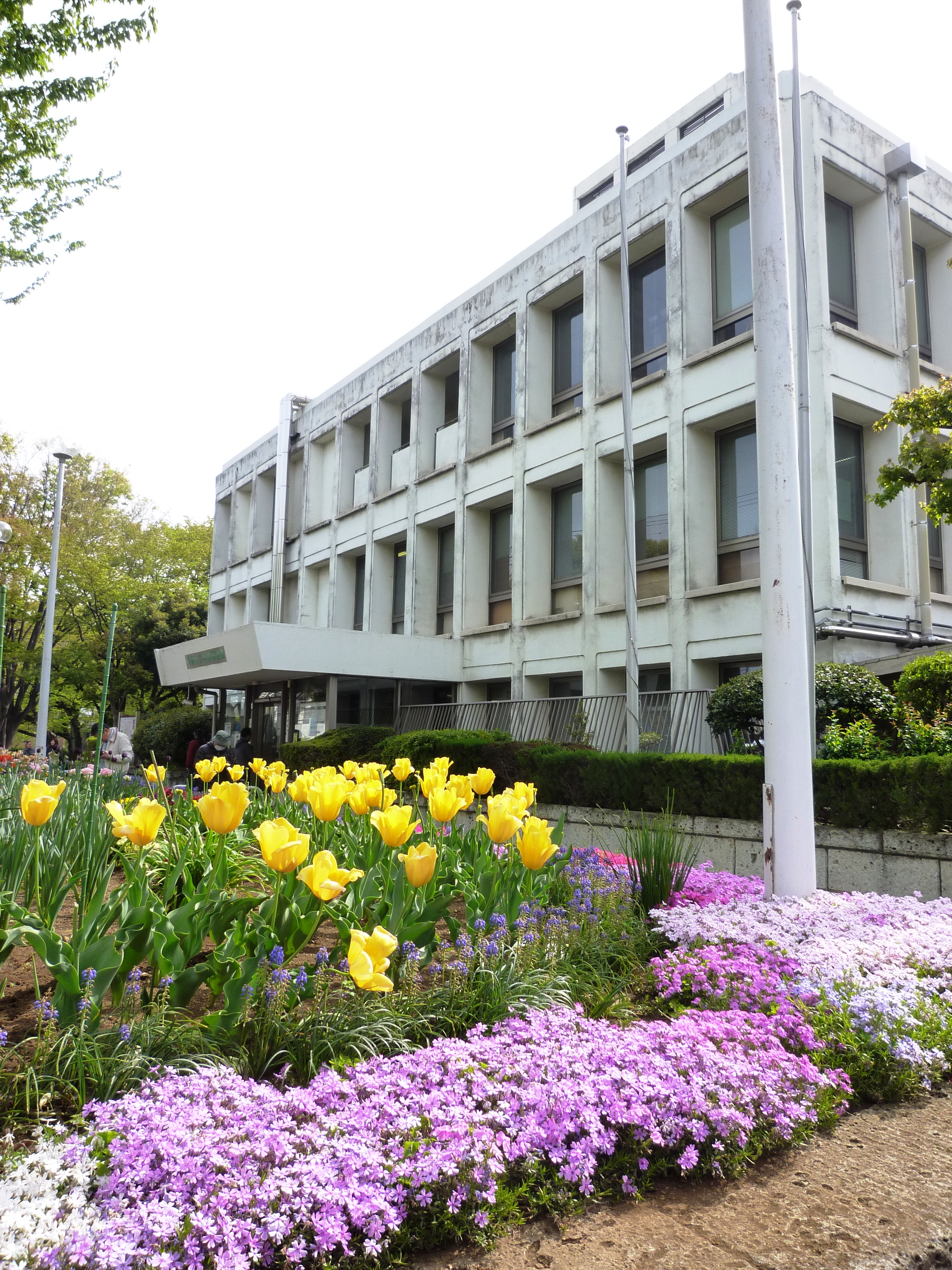
板橋区立中央図書館（旧）
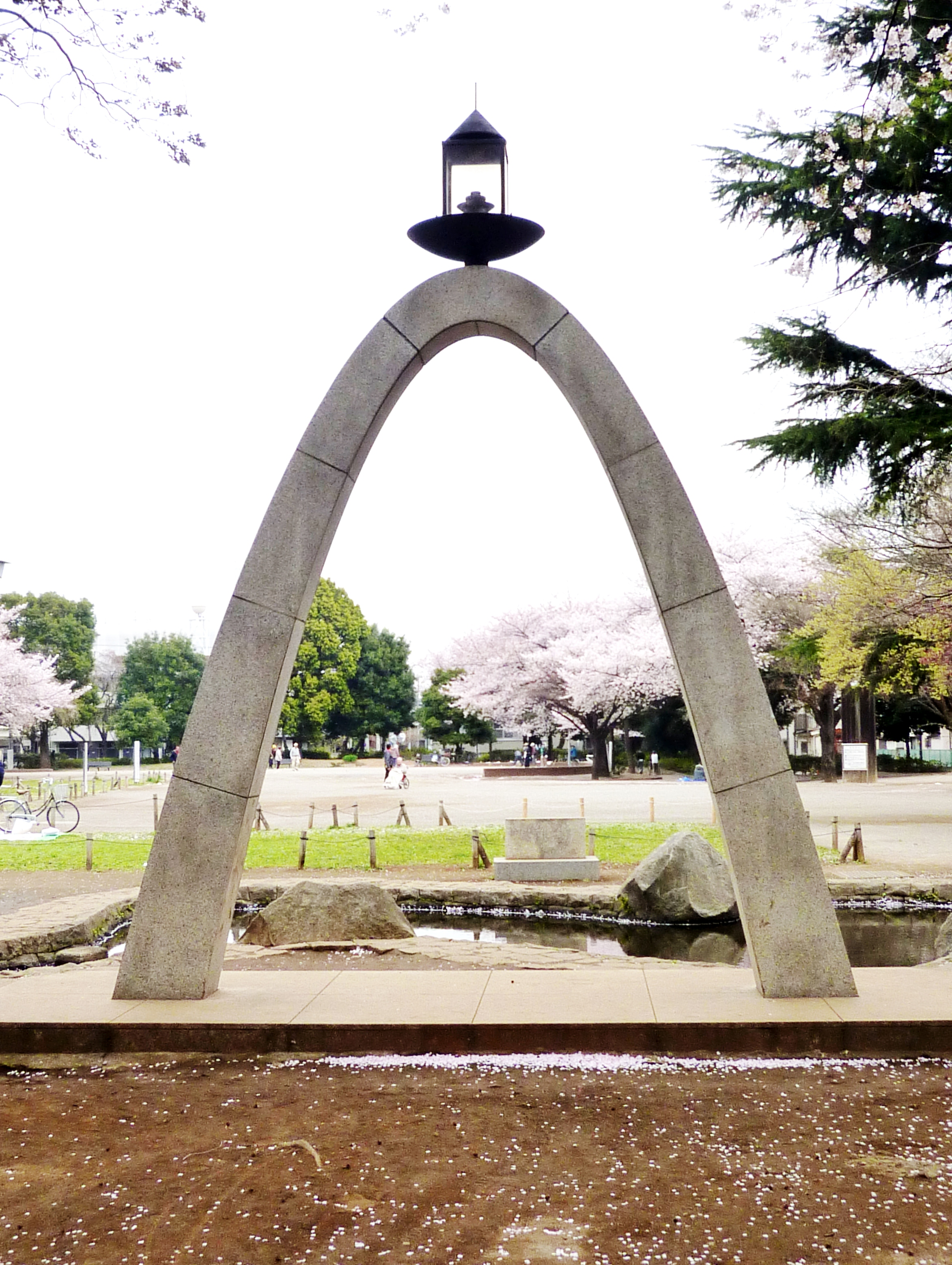
板橋区立平和公園
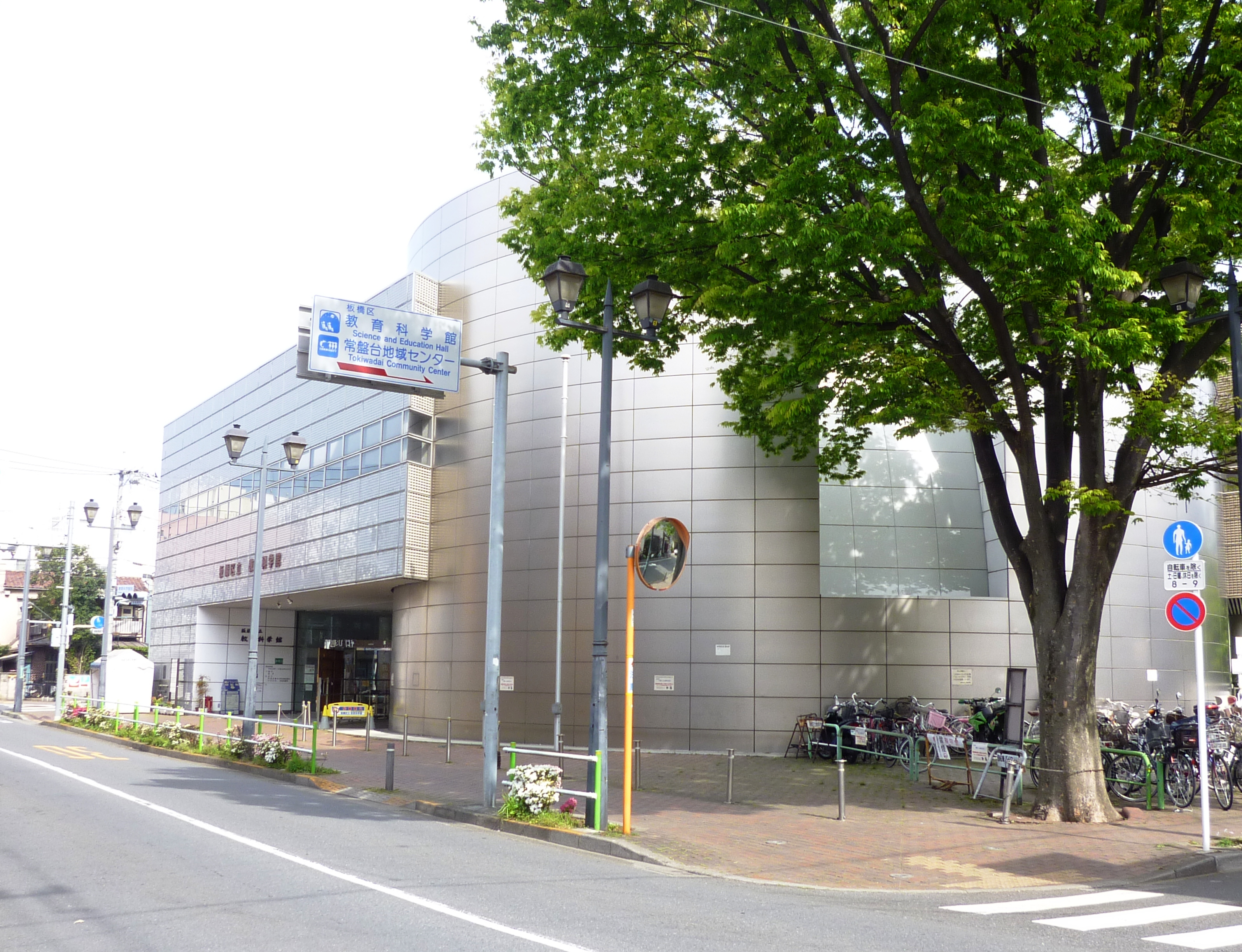
板橋区立教育科学館

### 地形
武蔵野台地成増台の高台に属する。一丁目東部で石神井川に向けて下り勾配となっている他は、ほぼ平坦である。

### 河川
- 石神井川

### 地価
住宅地の地価は、2025年（令和7年）1月1日の公示地価によれば、常盤台2-24-5の地点で69万5000円/m2となっている。

## 歴史
廃藩置県実施前は、武蔵国豊島郡上板橋村。常盤台地域は字原（はら）、字向屋敷（むかいやしき）などであった。

### 沿革
- 1871年（明治4年）11月：浦和県（現埼玉県）から東京府に編入。大区小区制実施。
- 1878年（明治11年）：郡区町村編制法により北豊島郡が設置され、東京府北豊島郡上板橋村となる。
- 1914年（大正3年）：東上鉄道開通。当地に駅は設置されなかった。
- 1927年（昭和2年）ごろ：東武鉄道が東武西板線車両基地建設用地として、現在の常盤台一丁目・二丁目地域の土地を購入する。
- 1929年（昭和4年）：前野飛行場開設。
- 1932年（昭和7年）10月1日：東京府内市郡併合による板橋区発足に伴い、東京府東京市板橋区（旧）上板橋町二・四・五・六丁目となる（1943年8月1日 東京都制施行）。東武鉄道が西板線建設計画を撤回する。
- 1930年代：板橋乗合自動車（後に東都乗合自動車を経て、戦後は国際興業バスに統合）が、練馬横丁（現在の大和町停留所付近）[注釈 2] - 豊島園間の路線バスを運行する。前野飛行場前停留所も開設された。
- 1935年（昭和10年）10月20日：東武東上線武蔵常盤駅開業。
- 1936年（昭和11年）：東武鉄道が常盤台住宅地の分譲を始める。
- 1937年（昭和12年）：常盤台公園設置。
- 1938年（昭和13年）：常盤台住宅地分譲に伴う土地区画整理事業終了。東京府東京市板橋区常盤台一丁目および二丁目となる。
- 1944年（昭和19年）12月および1945年（昭和20年）4月13日、6月10日：米軍B29爆撃機による空襲を受ける。
- 1950年（昭和25年）：（旧）上板橋町四 - 六丁目の一部地域が常盤台に編入され、東京都板橋区常盤台三丁目となる[11][注釈 3]。
- 1951年（昭和26年）：板橋区立常盤台小学校開校。武蔵常盤駅がときわ台駅に改称される。
- 1953年（昭和28年）：水久保公園設置。
- 1956年（昭和31年）4月1日：常盤台一丁目の一部地域が富士見町に編入される。
- 1960年（昭和35年）：ときわ台駅前（常盤台二丁目）に東武ストアときわ台店が開店する[11]。
- 1961年（昭和36年）5月1日：現在の東京都板橋区常盤台一丁目 - 四丁目の地域が確定する。
- 1964年（昭和39年）：東京都道318号環状七号線（環七通り）開通。
- 1970年（昭和45年）：常盤台一丁目に板橋区立中央図書館開設。
- 1971年（昭和46年）：常盤台四丁目にイトーヨーカドー上板橋店が開店する[11]。
- 1986年（昭和61年）：東京教育大学宿舎跡地を整備し、板橋区立平和公園開設。
- 1988年（昭和63年）：教育科学館開設。
- 2003年（平成15年）：旧三井銀行常盤台支店跡地の高層マンション建設計画を機に、住民組織「ときわ台街づくり委員会」が発足する。
- 2004年（平成16年）：東京都により、常盤台一丁目・二丁目地区が「街並み景観重点地区」に指定される[12]。
- 2007年（平成19年）：「ときわ台景観ガイドライン」が東京都により告示される。翌2008年1月から運用開始[12]。
- 2021年（令和3年）：板橋区立中央図書館、常盤台四丁目に移転。

### 地名の由来
上板橋村の鎮守、天祖神社（南常盤台二丁目）の常盤の松（常磐松）に由来する。天祖神社に伝わる祝詞に由来するとする説もある。
- 「常盤台」の町名は、常盤台土地区画整理組合（1933年設立）が命名したもの。土地区画整理事業終了後に、行政上の町名となった。

## 世帯数と人口
2025年（令和7年）3月1日現在（板橋区発表）の世帯数と人口は以下の通りである。
| 丁目         | 世帯数    | 人口     |
| ------------ | --------- | -------- |
| 常盤台一丁目 | 2,744世帯 | 4,626人  |
| 常盤台二丁目 | 1,062世帯 | 1,959人  |
| 常盤台三丁目 | 2,021世帯 | 3,287人  |
| 常盤台四丁目 | 1,588世帯 | 2,465人  |
| 計           | 7,415世帯 | 12,337人 |

### 人口の変遷
国勢調査による人口の推移。
| 年                 | 人口   |
| ------------------ | ------ |
| 1995年（平成7年）  | 13,862 |
| 2000年（平成12年） | 13,348 |
| 2005年（平成17年） | 12,842 |
| 2010年（平成22年） | 12,757 |
| 2015年（平成27年） | 12,400 |
| 2020年（令和2年）  | 12,863 |

### 世帯数の変遷
国勢調査による世帯数の推移。
| 年                 | 世帯数 |
| ------------------ | ------ |
| 1995年（平成7年）  | 6,023  |
| 2000年（平成12年） | 6,235  |
| 2005年（平成17年） | 6,277  |
| 2010年（平成22年） | 6,580  |
| 2015年（平成27年） | 6,668  |
| 2020年（令和2年）  | 7,033  |

## 学区
区立小・中学校に通う場合、学区は以下の通りとなる（2021年8月時点）。
| 丁目         | 番地             | 小学校               | 中学校                   |
| ------------ | ---------------- | -------------------- | ------------------------ |
| 常盤台一丁目 | 33〜37番         | 板橋区立常盤台小学校 | 板橋区立志村第一中学校   |
| 常盤台一丁目 | 1〜32番 38〜68番 | 板橋区立常盤台小学校 | 板橋区立上板橋第一中学校 |
| 常盤台二丁目 | 全域             | 板橋区立常盤台小学校 | 板橋区立上板橋第一中学校 |
| 常盤台三丁目 | 1〜23番          | 板橋区立常盤台小学校 | 板橋区立上板橋第三中学校 |
| 常盤台三丁目 | 24〜32番         | 板橋区立中台小学校   | 板橋区立上板橋第三中学校 |
| 常盤台四丁目 | 全域             | 板橋区立中台小学校   | 板橋区立上板橋第三中学校 |

## 事業所
2021年（令和3年）現在の経済センサス調査による事業所数と従業員数は以下の通りである。
| 丁目         | 事業所数  | 従業員数 |
| ------------ | --------- | -------- |
| 常盤台一丁目 | 226事業所 | 1,542人  |
| 常盤台二丁目 | 135事業所 | 1,598人  |
| 常盤台三丁目 | 123事業所 | 896人    |
| 常盤台四丁目 | 276事業所 | 2,509人  |
| 計           | 760事業所 | 6,545人  |

### 事業者数の変遷
経済センサスによる事業所数の推移。
| 年                 | 事業者数 |
| ------------------ | -------- |
| 2016年（平成28年） | 758      |
| 2021年（令和3年）  | 760      |

### 従業員数の変遷
経済センサスによる従業員数の推移。
| 年                 | 従業員数 |
| ------------------ | -------- |
| 2016年（平成28年） | 5,961    |
| 2021年（令和3年）  | 6,545    |

## 交通

### 鉄道
- 東武鉄道

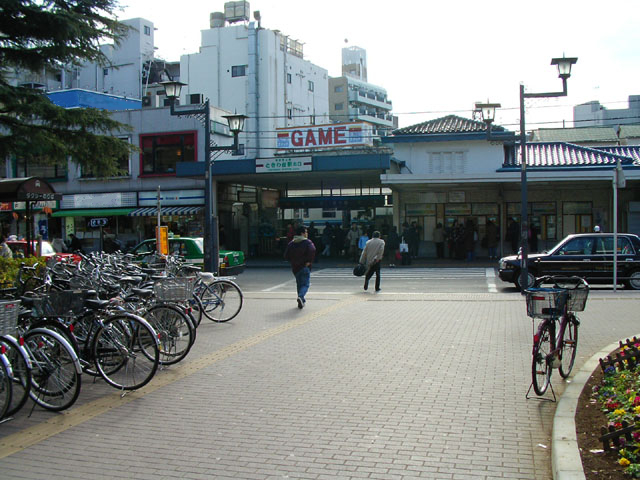
ときわ台駅北口

  - 東武東上線：ときわ台駅・上板橋駅（北口ロータリーは常盤台四丁目）
    - 上り：池袋方面
    - 下り：成増・川越市・寄居方面

### バス
- 国際興業バス
- 都営バス
- 関東バス

### 道路
- 東京都道318号環状七号線（環七通り）
- 東京都道445号常盤台赤羽線（前野中央通り）
- 富士見街道

## 施設
一丁目
- 板橋区立常盤台小学校
- 帝都幼稚園
- 板橋常盤台郵便局
- 常盤台公園
- 三井住友銀行ときわ台支店
- 冨士大石寺顕正会東京会館
- 山芳製菓本社

二丁目
- 冨士大石寺顕正会芙蓉会館
- 朔望会常盤台外科病院
- りそな銀行常盤台支店：旧埼玉銀行常盤台支店。数度にわたる他行との合併を経て現行名となった。
- 常盤台パブテスト教会・めぐみ幼稚園

三丁目
- 板橋常盤台三郵便局
- 水久保公園
- 板橋区常盤台区民事務所（旧称：常盤台出張所）・常盤台地域センター

四丁目
- 板橋区立平和公園
- 板橋区立中央図書館
- 板橋区立教育科学館
- イトーヨーカドー上板橋店
  - スーパーマーケットは南常盤台一丁目のよしや常盤台店、前野町六丁目の東武ストア前野町店、前野町二丁目の三徳ときわ台店も町域に隣接していて、利用可能である。

### 過去に存在した施設
- 前野飛行場

1929年（昭和4年）、退役軍人の遠藤辰五郎・元陸軍軍曹が東武鉄道より東武西板線車両基地建設を目的として保有していた、現在の常盤台一丁目・二丁目地域の土地を借入することにより建設された飛行場。板橋飛行場、遠藤飛行場とも称された。東京市内および荒川上空遊覧飛行を業としていたが、東武鉄道が西板線計画を撤回し、常盤台住宅地分譲の方針を固めたことにより、1933年（昭和8年）ごろ廃止された。
- フエンテ（東武ストア）常盤台店

ときわ台駅ロータリー西隣で「東武ストア常盤台店」として営業。2004年（平成16年）「フエンテ」に屋号変更。
2019年（平成31年）3月31日限りで閉店。現在は建設物をすべて撤去。コインパーキング営業中。

## その他

### 日本郵便
- 郵便番号 : 174-0071[3]（集配局 : 板橋北郵便局[23]）。